# لنگهام، راتلند
لنگهام (به انگلیسی: Langham) یک روستا و محله مدنی در بریتانیا است که در راتلند واقع شده‌است. لنگهام ۱٬۳۷۱ نفر جمعیت دارد.